# Liste des monuments historiques de Cloyes-les-Trois-Rivières
Cet article recense les monuments historiques de Cloyes-les-Trois-Rivières, commune nouvelle du département français d'Eure-et-Loir, en région Centre-Val de Loire.

## Statistiques
En 2023, Cloyes-les-Trois-Rivières, qui résulte de la fusion en 2017 des neuf communes d'Autheuil, Charray, Cloyes-sur-le-Loir, Douy, La Ferté-Villeneuil, Le Mée, Montigny-le-Gannelon, Romilly-sur-Aigre et Saint-Hilaire-sur-Yerre, compte onze monuments historiques, dont trois sont classés et huit inscrits.

## Liste illustrée
| Monument                        | Adresse                                     | Coordonnées                      | Notice         | Protection | Date | Illustration                    |
| ------------------------------- | ------------------------------------------- | -------------------------------- | -------------- | ---------- | ---- | ------------------------------- |
| Église Saint-Avit               | Autheuil                                    | 48° 00′ 26″ nord, 1° 17′ 28″ est | « PA00096963 » | Inscrit    | 1989 | Église Saint-Avit               |
| Église Saint-Georges            | Cloyes-sur-le-Loir                          | 47° 59′ 52″ nord, 1° 14′ 10″ est | « PA00097080 » | Inscrit    | 1927 | Église Saint-Georges            |
| Prieuré de Notre-Dame d'Yron    | 4, 6 rue du Prieuré Cloyes-sur-le-Loir      | 47° 59′ 27″ nord, 1° 13′ 33″ est | « PA00097079 » | Classé     | 1929 | Prieuré de Notre-Dame d'Yron    |
| Prieuré Saint-Julien            | Douy                                        | 48° 02′ 15″ nord, 1° 16′ 21″ est | « PA00135289 » | Inscrit    | 1995 | Image manquante Téléverser      |
| Église Saint-Martin             | La Ferté-Villeneuil                         | 47° 58′ 51″ nord, 1° 20′ 39″ est | « PA00097109 » | Classé     | 1992 | Église Saint-Martin             |
| Château de Villebeton           | Le Mée                                      | 48° 00′ 12″ nord, 1° 24′ 00″ est | « PA00135291 » | Inscrit    | 1995 | Image manquante Téléverser      |
| Château de Montigny-le-Gannelon | Rue de la Porte-Roland Montigny-le-Gannelon | 48° 00′ 45″ nord, 1° 14′ 07″ est | « PA00097158 » | Inscrit    | 1927 | Château de Montigny-le-Gannelon |
| Porte Roland                    | Rue Grande Montigny-le-Gannelon             | 48° 00′ 52″ nord, 1° 14′ 05″ est | « PA00097159 » | Inscrit    | 1928 | Porte Roland                    |
| Ancien poste du XIIe siècle     | 1 rue du Quartier Montigny-le-Gannelon      | 48° 00′ 50″ nord, 1° 14′ 07″ est | « PA00097160 » | Inscrit    | 1927 | Ancien poste du XIIe siècle     |
| Château du Jonchet              | Romilly-sur-Aigre                           | 47° 59′ 05″ nord, 1° 16′ 31″ est | « PA00097189 » | Classé     | 1984 | Château du Jonchet              |
| Prieuré de Bouche d'Aigre       | Romilly-sur-Aigre                           | 47° 58′ 39″ nord, 1° 15′ 23″ est | « PA00097190 » | Inscrit    | 1928 | Prieuré de Bouche d'Aigre       |